# Bernat I de Foix
Bernat I de Foix, dit també Bernat Roger de Foix (979/981 - ca. 1034) fou comte de Bigorra (1010-1034) i senyor de Foix (1012-1034).

## Orígens familiars
Segon fill de Roger I de Carcassona i d'Adelaida de Melguèlh, fou germà de Ramon Roger I de Carcassona i Ermessenda de Carcassona, que es casà amb el comte de Barcelona Ramon Borrell.

## Núpcies i descendents
El primer matrimoni fou amb Beatriu, que li donà dos fills:
- l'infant Roger I de Foix (?-1064), que esdevingué primer comte de Foix
- l'infant Pere I de Foix (?-1071), regent de Foix

Es casà novament vers el 1010 amb la comtessa Garsenda de Bigorra. D'aquest matrimoni tingué:
- l'infant Bernat II de Bigorra (?-1077), comte de Bigorra
- la infanta Ermessenda de Bigorra (?-1054), casada el 1036 amb Ramir I d'Aragó
- la infanta Estefania de Foix, casada el 1038 amb Garcia IV Sanxes III de Navarra
- l'infant Heracli de Foix, bisbe de Bigorra

## Ascens als trons comtals
El 1010 pel seu casament amb la comtessa de Bigorra rebé en dot aquest estat i en fou nomenat comte titular. El 1011 va fer una donació a l'abadia de Sant Hilari i es titulà comte però no pas de Foix, del qual n'era senyor. Va morir vers el 1034 i fou enterrat a l'abadia de Bolbona a la vila de Foix. Repartí els seus dominis entre els seus fills.